# تره‌چنتا
تره‌چنتا (به ایتالیایی: Trecenta) یک کومونه در ایتالیا است که در استان روویگو واقع شده‌است. تره‌چنتا ۳۵٫۱ کیلومتر مربع مساحت و ۲٬۹۹۴ نفر جمعیت دارد و ۱۱ متر بالاتر از سطح دریا واقع شده‌است.

## خواهرخوانده
شهرهای فراتا پولزینه و کونورسانو خواهرخوانده‌های تره‌چنتا هستند.